# Cyclocephala rubescens
Cyclocephala rubescens är en skalbaggsart som beskrevs av Bates 1891. Cyclocephala rubescens ingår i släktet Cyclocephala och familjen Dynastidae. Inga underarter finns listade i Catalogue of Life.